# Casu marzu
Casu marzu (znany też pod nazwami: casu frazigu, casu becciu, casu fattittu, hasu muhidu, formaggio marcio) – gatunek wytwarzanego na Sardynii sera owczego o smaku podobnym do gorgonzoli, znanego głównie z żyjących w serze larw muchówek Sernica pospolita, które są celowo wprowadzane do sera w celu wywołania fermentacji, nadającej serowi oczekiwany smak.
Ser jest spożywany z larwami, jeśli zaś są one martwe, może to świadczyć o nieświeżości sera i potencjalnym ryzyku zatruć. Żywe larwy skaczą na wysokość nawet 15 centymetrów, z tego powodu osoby jedzące ser muszą zachować szczególną ostrożność. Na potrzeby osób, które nie chcą jeść larw, usuwa się je: ser wkłada się do zamykanego szczelnie woreczka, a pozbawione dopływu tlenu larwy wychodzą z sera.

## Status prawny
Casu marzu jest zarejestrowanym produktem regionalnym w Unii Europejskiej (jako tradycyjny produkt Sardynii). Jednocześnie ser ten został uznany za zagrażający ludziom i jego produkcja została zabroniona przez Unię Europejską. Sprzedaż Casu marzu jest również od 1962 r. niezgodna z włoskim prawem.